# Aeroportul Lae
Aeroportul Lae (IATA: LML) este un aeroport din Insulele Marshall ce deservește zona Lae Atoll⁠(d).
Situat la o altitudine de 1 m, aeroportul dispune de o singură pistă.